# Eptatretus okinoseanus
Eptatretus okinoseanus är en ryggsträngsdjursart som först beskrevs av Dean 1904.  Eptatretus okinoseanus ingår i släktet Eptatretus och familjen pirålar. IUCN kategoriserar arten globalt som livskraftig. Inga underarter finns listade i Catalogue of Life.